# Complexo poliesportivo

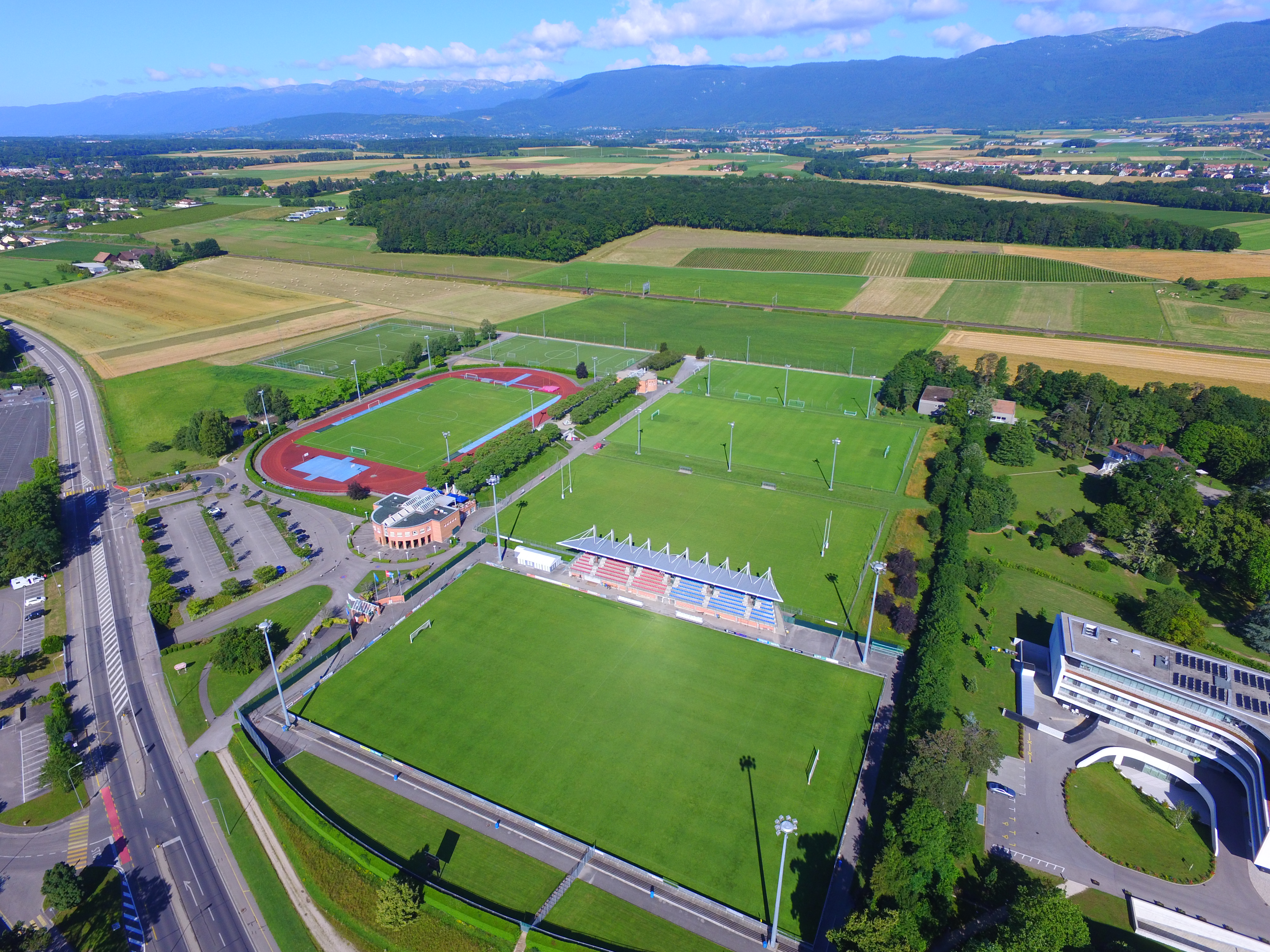
Complexo esportivo de Colovray em Nyon, Suíça.

Complexo poliesportivo é um local que reúne um conjunto de instalações esportivas onde são praticados, varias modalidades; um ambiente territorial, muitas vezes com largas extensões, que possui diversas estruturas e campos de treinamento, além de instalações como fisioterapia, setores administrativos e praça de alimentação ao publico.
Por exemplo, uma área onde existem estádios de atletismo, estádios de futebol, piscinas e arenas cobertas ou não, para prática de basquete, vôlei, tênis, etc. Esta área portanto, é um complexo poliesportivo. Devido às suas características, essas instalações também atendem à área de lazer e entretenimento, um exemplo é o Parque Olímpico do Rio de Janeiro.

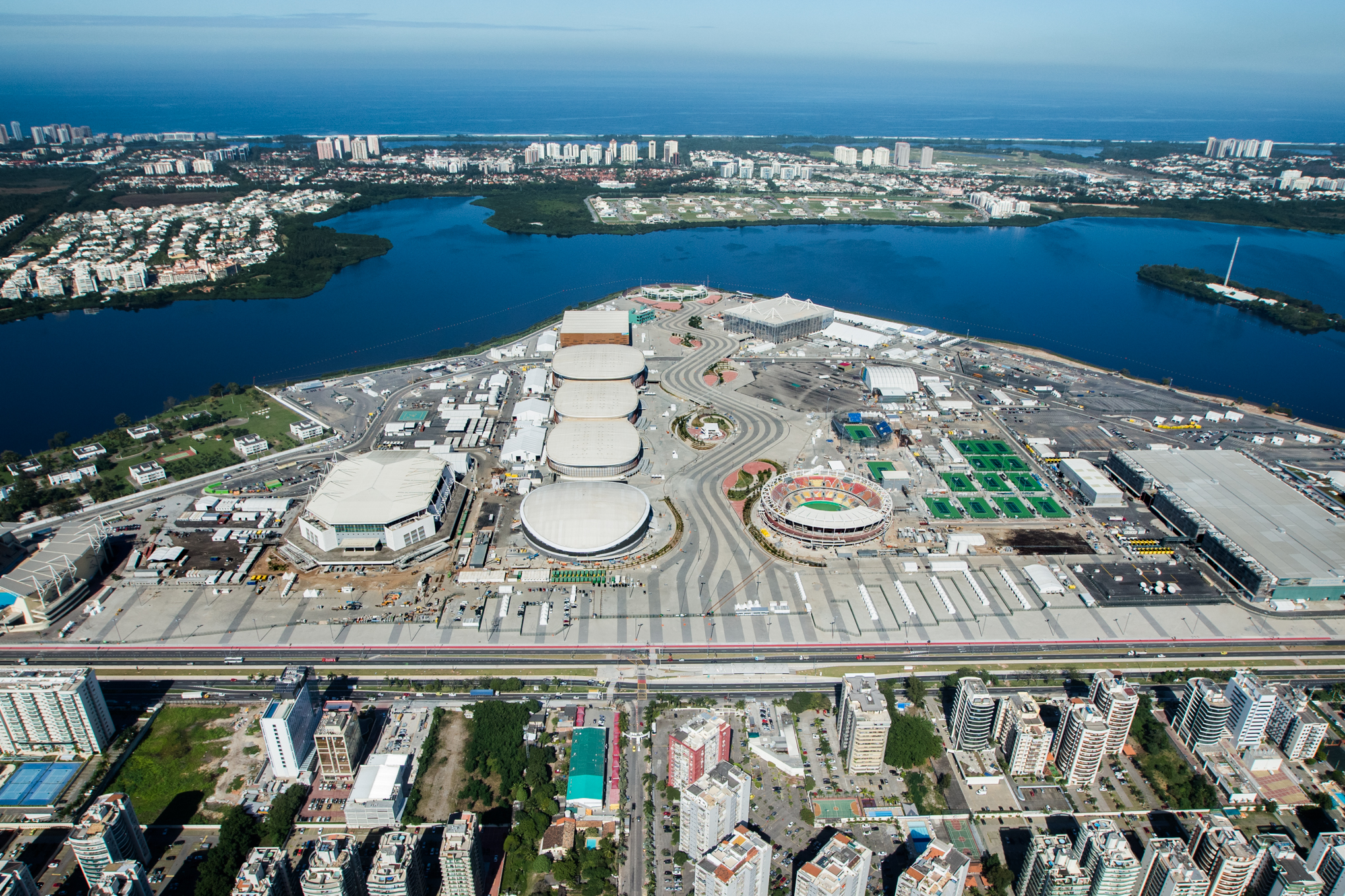
O Parque Olímpico no Rio de Janeiro
é um exemplo muito representativo de complexo esportivo.

## Alguns exemplos

### Ásia
- Azadi Sport Complex
- Cebu City Sports Complex
- Dasana Indah Sport City
- Davao City–UP Sports Complex
- Davao del Norte Sports Complex
- Deli Sport City
- Doyo Baru Sport Complex
- Gelora Bung Karno Sports Complex
- Gelora Bung Tomo Sports Complex
- Rizal Memorial Sports Complex
- Jerusalem Sports Quarter
- Jakabaring Sport City
- Jalak Harupat Sports Complex
- JRD Tata Sports Complex
- Kalinga Stadium
- Lukas Enembe Sport Complex
- Malaysia National Sports Complex
- Marikina Sports Center
- Mimika Sport Complex
- Nanjing Olympic Sports Center
- New Clark City Sports Complex
- Olympic Green
- Panaad Park and Sports Complex
- Rawamangun Sports Complex
- Shree Shiv Chhatrapati Sports Complex
- Seoul Sports Complex
- Siliwangi Sport Complex
- Singapore Sports Hub
- The Sports Hub Trivandrum

### Europa
- Anella Olímpica
- Athens Olympic Sports Complex
- Faliro Coastal Zone Olympic Complex
- First Direct Arena
- Foro Italico
- Goudi Olympic Complex
- Headingley Stadium
- Hellinikon Olympic Complex
- Horsfall Stadium
- Manchester Regional Arena
- Odsal Stadium
- Olympiapark Berlin
- Park Avenue (stadium)
- Prioritet Serneke Arena
- Queen Elizabeth Olympic Park
- Torino Olympic Park

### América do Norte
- Camden Yards Sports Complex
- ESPN Wide World of Sports Complex
- Gateway Sports and Entertainment Complex
- Meadowlands Sports Complex
- Olympic Park, Montreal
- South Philadelphia Sports Complex
- Truman Sports Complex
- Whistler Olympic Park

### Oceania
- Ballarat Sports Events Centre
- Camden Sports Complex
- Canberra International Sports & Aquatic Centre
- Marden Sports Complex
- Marrara Sporting Complex
- Maroochydore Multi Sports Complex
- Melbourne Sports and Entertainment Precinct
- Moreton Bay Central Sports Complex
- Murray Sporting Complex
- Piggabeen Sports Complex
- Queensland Sport and Athletics Centre
- Springvale Indoor Sports Centre
- South Pine Sports Complex
- Sydney Olympic Park
- Willows Sports Complex

### América do Sul
- Unidad Deportiva Atanasio Girardot
- Parque Olímpico da Barra
- Parque Olímpico de Deodoro